# Brothers (The Black Keys)
Brothers  è il sesto album del duo musicale The Black Keys, pubblicato il 18 maggio 2010 dalla Nonesuch Records.
Nel 2011 i The Black Keys vincono 3 Grammy Awards per il miglior album di musica alternativa, per il miglior aspetto fisico di un album e per la migliore performance vocale rock di un gruppo, quest'ultimo per il singolo Tighten Up.
Il titolo, la lista delle tracce e la copertina sono state rivelate il 2 marzo 2010 da Pitchfork Media.
Il primo singolo estratto dall'album è stato Tighten Up. L'album ha debuttato al terzo posto della Billboard 200 con circa 73.000 vendute nella prima settimana negli Stati Uniti, diventando così l'album con il debutto di maggiore successo della band.

## Tracce
Testi e musiche di Dan Auerbach e Patrick Carney, eccetto dove indicato.
1. Everlasting Light – 3:24
2. Next Girl – 3:18
3. Tighten Up – 3:31
4. Howlin' for You – 3:10
5. She's Long Gone – 3:06
6. Black Mud – 2:10
7. The Only One – 5:00
8. Too Afraid to Love You – 3:25
9. Ten Cent Pistol – 4:29
10. Sinister Kid – 3:45
11. The Go Getter – 3:37
12. I'm Not the One – 3:49
13. Unknown Brother – 4:00
14. Never Gonna Give You Up – 3:39 (Gamble, Leon Huff, Jerry Butler)
15. These Days – 5:12

## Formazione
The Black Keys
- Dan Auerbach – chitarra, voce
- Patrick Carney – batteria

Altri musicisti
- Nicole Wray – seconda voce in Everlasting Light e Sinister Kid

Produzione
- Dan Auerbach – produzione, ingegnere del suono
- Patrick Carney – produzione
- Mark Neill – produzione, ingegnere del suono
- Danger Mouse – produzione in Tighten Up
- Kennie Takahashi – ingegnere del suono in Tighten Up